# Чапін (Південна Кароліна)
Чапін (англ. Chapin) — місто (англ. town) в США, в окрузі Лексінгтон штату Південна Кароліна. Населення — 1809 осіб (2020).

## Географія
Чапін розташований за координатами 34°9′50″ пн. ш. 81°20′20″ зх. д. / 34.16389° пн. ш. 81.33889° зх. д. (34.164004, -81.338883).  За даними Бюро перепису населення США в 2010 році місто мало площу 5,24 км², з яких 5,21 км² — суходіл та 0,03 км² — водойми.

## Демографія
Згідно з переписом 2010 року, у місті мешкало 1445 осіб у 600 домогосподарствах у складі 378 родин. Густота населення становила 276 осіб/км².  Було 658 помешкань (126/км²).
Расовий склад населення:
| - 83,1 % — білих - 11,7 % — чорних або афроамериканців - 1,3 % — азіатів - 0,3 % — корінних американців - 1,9 % — осіб інших рас |

До двох чи більше рас належало 1,7 %. Частка іспаномовних становила 5,2 % від усіх жителів.
За віковим діапазоном населення розподілялося таким чином: 26,2 % — особи молодші 18 років, 57,0 % — особи у віці 18—64 років, 16,8 % — особи у віці 65 років та старші. Медіана віку мешканця становила 36,4 року. На 100 осіб жіночої статі у місті припадало 85,3 чоловіків;  на 100 жінок у віці від 18 років та старших — 80,2 чоловіків також старших 18 років.
Середній дохід на одне домашнє господарство  становив 61 701 долар США (медіана — 52 639), а середній дохід на одну сім'ю — 70 067 доларів (медіана — 60 069). За межею бідності перебувало 5,7 % осіб, у тому числі 6,2 % дітей у віці до 18 років та 9,4 % осіб у віці 65 років та старших.
Цивільне працевлаштоване населення становило 777 осіб. Основні галузі зайнятості: освіта, охорона здоров'я та соціальна допомога — 19,8 %, науковці, спеціалісти, менеджери — 14,7 %, виробництво — 13,0 %, мистецтво, розваги та відпочинок — 11,7 %.